# Guy Gedda
Pour les articles homonymes, voir Gedda.
Guy Gedda, né le 22 octobre 1932 à Marseille, est un chef cuisinier et restaurateur gastronomique français. Spécialiste reconnu de la cuisine provençale, surnommé par ses pairs « le pape de la cuisine provençale » ou « le Pagnol de la cuisine provençale », il est auteur gastronomique de nombreux livres de cuisine provençale de référence,.

## Biographie
Guy Gedda naît en 1932 au cap Janet du Grand port maritime de Marseille, au nord du Vieux-Port de Marseille, dans une famille marseillaise modeste. Écolier à La Calade, il est initié par ses grands-parents, dans leur restaurant de La Cabucelle, à la cuisine provençale, avec entre autres la daube provençale, les pieds paquets à la marseillaise, les petits farcis, les soupes de favouilles (étrilles), le pistou et la soupe au pistou…
Il se perfectionne en pâtisserie à Marseille, puis à l’Hôtel de Noailles, avant d'ouvrir son restaurant gastronomique provençal familial, La Terrasse, à Bormes-les-Mimosas, dans le Var, en Provence-Alpes-Côte d'Azur, avec son père, son frère André, leurs épouses et ses grands-parent, suivi de ses restaurants gastronomiques, La Tonnelle des délices et le Jardin de Perlefleur.
Inspiré entre autres par les milliers de recettes des ouvrages de référence du célèbre chef cuisinier de Provence-Alpes-Côte d'Azur, Auguste Escoffier (1846-1935), il est l'auteur de nombreux ouvrages culinaires de référence de la cuisine provençale, avec les produits de son terroir, son amour des marchés de Provence locaux, de la pêche maritime matinale, des vergers du Sud, et une prédilection pour les sardines, et le chocolat…